# ختم آناي كوداي

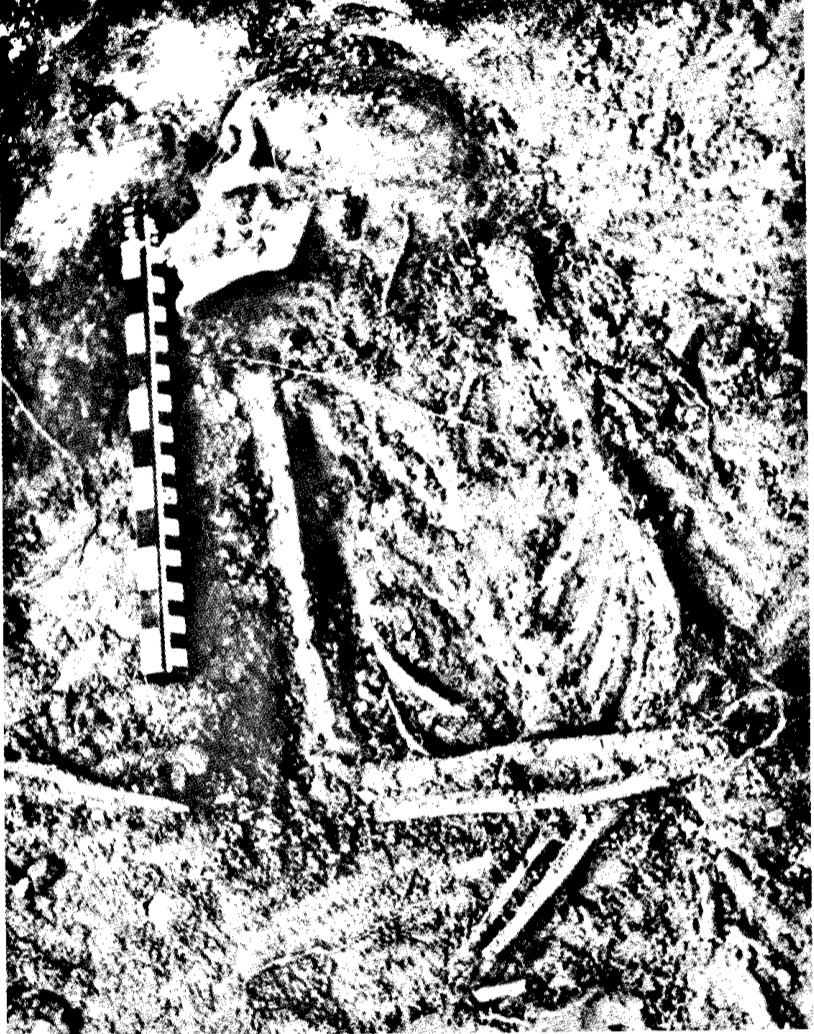
تم العثور على الهيكل العظمي النذير في نفس الدفن.

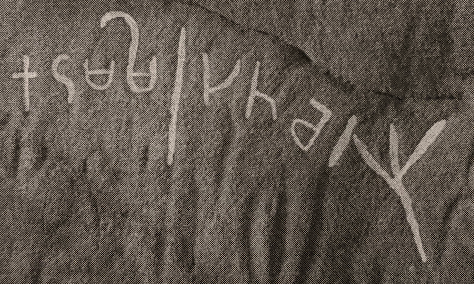
نقش تاميل براهمي من ولاية كيرالا يحمل رمز ترايدنت مماثل. يقرأ كادومي بوتا شيرا سلالة شيرا

- ختم اناي كوداي عبارة عن ختم من الحجر الأملس تم العثور عليه في اناي كوداي في سريلانكا خلال الحفريات الأثرية لموقع الدفن الصخري بواسطة فريق من الباحثين من جامعة جافنا. كان الختم في الأصل جزءًا من خاتم كان الخاتم يحتوي على بعض أقدم النقوش لشعب التاميل براهمي الممزوجة برموز الكتابة على الجدران الصخرية الموجودة في الجزيرة. تم تأريخها من الناحية القديمة إلى أوائل القرن الثالث قبل الميلاد.
- على الرغم من العثور على العديد من شظايا الفخار في الحفريات في جميع أنحاء سريلانكا وجنوب الهند والتي كانت تحتوي على كل من رموز على الجدران عبارة عن كتابات عن ا البراهمي والمغليثية جنبًا إلى جنب، يتميز ختم اناي كوداي بكتابة كل منها بطريقة تشير إلى أن رموز الكتابة على الجدران الصخرية قد تكون ترجمة من البراهمي.
- تقرأ الأسطورة من اليمين إلى اليسار من قبل معظم العلماء في أوائل التاميل باسم (Ko-ve-ta 𑀓𑁄𑀯𑁂𑀢)كل من «كو» و «فيتا» تعنيان «ملك» في التاميل ويشيران إلى زعيم قبلي هنا. يمكن مقارنتها بأسماء مثل ko atan تُنطق كو تان و ko putivira تُنطق كو بوتيفيرا التي تحدث في نقوش التاميل-براهمي المعاصرة. يُعادل رمز ترايدنت بـ «الملك»، وهو موجود أيضًا بعد نقش التاميل-براهمي لسلالة شيرا، مما يدعم هذا التفسير.[1][2]

- يختلف المحققون حول ما إذا كانت رموز الكتابة على الجدران الصخرية الموجودة في جنوب الهند وسريلانكا تشكل نظام كتابة قديمًا سبق إدخال وقبول واسع النطاق لنصوص براهمي المتنوعة أو الرموز غير الحجرية. الغرض من الاستخدام لا يزال غير واضح.[3]